# Love of the Loved
Love of the Loved (englisch sinngemäß für: Liebe des Geliebten) ist ein Lied der britischen Band The Beatles, das bisher nicht legal von den Beatles veröffentlicht wurde. Komponiert wurde es von John Lennon und Paul McCartney und unter der Autorenangabe Lennon/McCartney veröffentlicht. Die Erstveröffentlichung des Liedes erfolgte von Cilla Black.

## Hintergrund

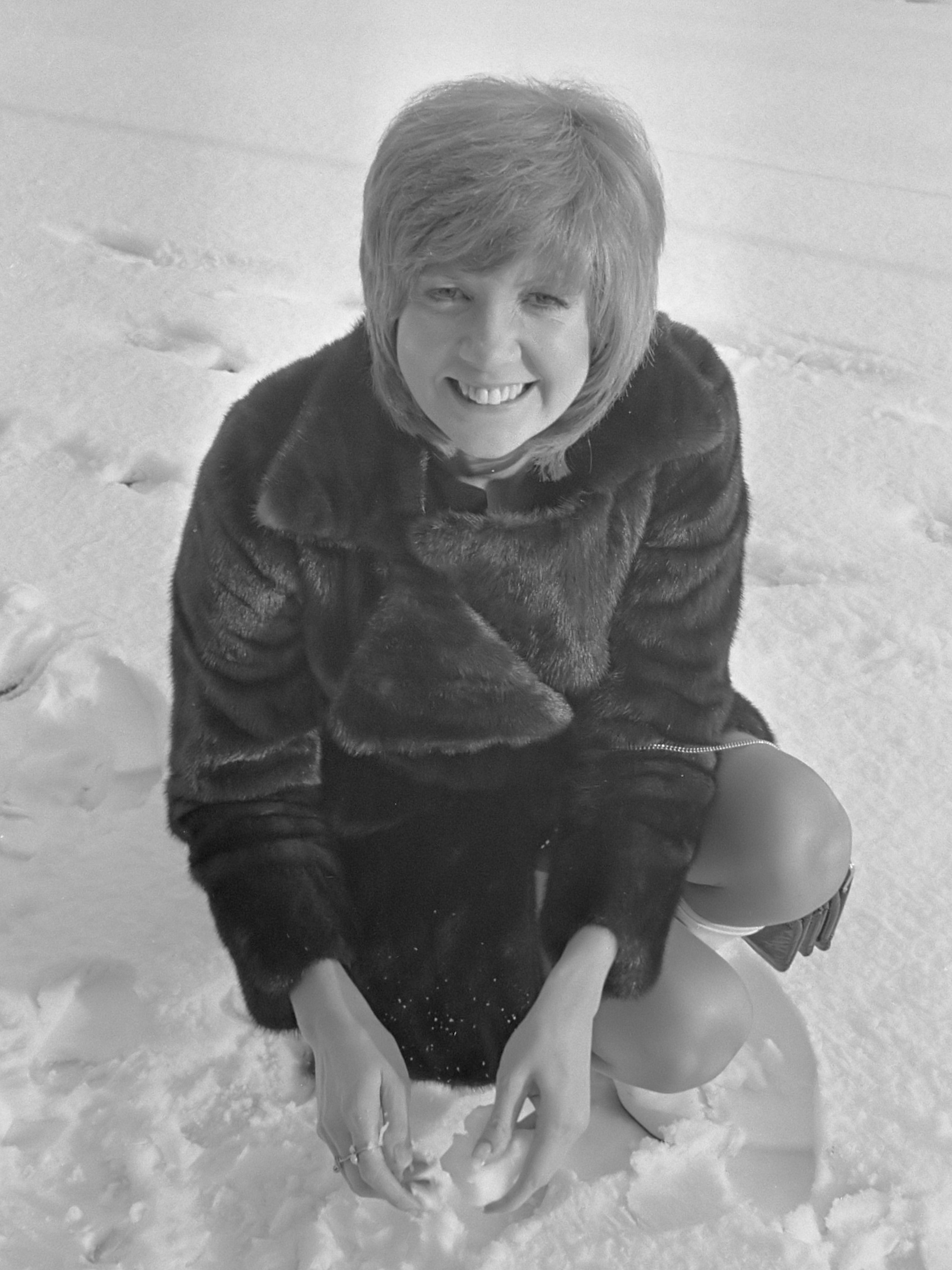
Cilla Black

Erste Cilla Black-Single Love of the Loved

Love of the Loved wurde wahrscheinlich im Jahr 1959 komponiert und basiert hauptsächlich auf den musikalischen Ideen von Paul McCartney. Laut seiner damaligen Freundin Dorothy Rhone hat McCartney das Lied für sie geschrieben.
Love of the Loved wurde erstmals von den Quarrymen live gespielt und in das Liverepertoire der Beatles übernommen.
John Lennon stellte Brian Epstein, den Manager der Beatles, die Garderobenwärterin des Cavern Clubs, Cilla Black, vor. Cilla Black sang Epstein mit den Beatles als Begleitband das Lied Summertime vor. Dieser Auftritt konnte aber Epstein nicht überzeugen. Am 6. September 1963 kam dann ein Managementvertrag zwischen Brian Epstein und Cilla Black, nach einem Auftritt im Blue Angel, zustande. George Martin unterzeichnete anschließend mit Cilla Black einen Schallplattenvertrag bei Parlophone. Martin produzierte Blacks Debütsingle Love of the Loved, bei der Paul McCartney zugegen war. Die Single erschien am 27. September 1963 und erreichte Platz 30 der britischen Charts.
Love of the Loved wurde von den Beatles nie für EMI aufgenommen.

## Aufnahme der Beatles
Brian Epstein konnte Mike Smith, einen Assistenten in der Abteilung A&R bei Decca Records, überzeugen, am 13. Dezember 1961 ein Konzert der Beatles im Cavern Club zu besuchen. Smith war von dem Auftritt so beeindruckt, dass er für den 1. Januar 1962 um 11 Uhr Probeaufnahmen ansetzte. Die Produktionsleitung der Decca Audition hatte Mike Smith in den Decca Studios, Broadhurst Gardens, London, inne, es gab pro Lied nur einen Take, aufgenommen wurde in Mono. Overdubs wurden nicht produziert und eine Abmischung fand nicht statt. Die Beatles spielten also quasi live – innerhalb einer Stunde nahmen sie 15 Lieder auf. Neben Love of the Loved wurden noch die Lennon/McCartney-Kompositionen Hello Little Girl und Like Dreamers Do eingespielt. Anfang Februar 1962 wurden die Beatles von Decca überraschenderweise abgelehnt.
Besetzung:
- John Lennon: Rhythmusgitarre
- Paul McCartney: Bass, Gesang
- George Harrison: Leadgitarre
- Pete Best: Schlagzeug

## Veröffentlichung
Seit dem Jahr 1979 werden die 15 Lieder der Decca Audition auf Bootlegs veröffentlicht.
Am 16. April 1981 wurden in den USA über den Versandhandel PAC Records zehn Songs der Decca Audition unter dem Titel Dawn of The Silver Beatles auf Schallplatte in einer rechtlichen Grauzone veröffentlicht. Die Songs wurden künstlich verlängert, die Geschwindigkeit hingegen war im Vergleich zu den Originalaufnahmen zu hoch. Die Gesamtauflage des Albums betrug 153.000 Exemplare.
Im Gegensatz zu den Liedern Hello Little Girl und Like Dreamers Do wurde Love of the Loved nicht auf dem Kompilationsalbum Anthology 1 veröffentlicht.

## Weitere Coverversionen
- Bas Muys – Lennon & McCartney Songs (Never Issued)[4]
- The Beatnix – It’s Four You[5]
- Apple Jam – Off The Beatle Track[6]